# Pleasant View, Utah
Pleasant View är en stad (city) i Weber County i Utah. Vid 2020 års folkräkning hade Pleasant View 11 083 invånare.